# Gran Premio di Francia 1983
Il Gran Premio di Francia 1983 è stata la terza prova della stagione 1983 del Campionato mondiale di Formula 1. Si è corsa domenica 17 aprile 1983 sul Circuito Paul Ricard di Le Castellet. La gara è stata vinta dal francese Alain Prost su Renault; per il vincitore si trattò del sesto successo nel mondiale. Ha preceduto sul traguardo il brasiliano Nelson Piquet su Brabham-BMW, e lo statunitense Eddie Cheever, anch'egli su Renault.

## Vigilia

### Aspetti tecnici
Era sempre più alto il numero di scuderie pronte ad effettuare un rifornimento volante durante la corsa. Il rifornimento, già abolito per la stagione 1984, portava dei grossi problemi di sicurezza, che erano stati evidenziati anche da Didier Pironi, presente sul circuito, in qualità di presidente della Grand Prix Drivers' Association. Il francese era ancora menomato a seguito dell'incidente accorsogli nel Gran Premio di Germania 1982, tanto da dirsi pessimista sulle possibilità di tornare alle corse nella stagione. Venne anche ventilata l'ipotesi che il prefetto del dipartimento ove si correva il gran premio potesse vietare la manovra durante la gara. Qualora il divieto fosse stato imposto la FISA era pronta ad accorciare la gara a 250 km.
La Ford Cosworth presentò, per la prima volta, un nuovo motore, il DFY, che avrebbe dovuto sostituire il tradizionale DFV, utilizzato dal 1967. In questa gara venne montato sulla McLaren di Niki Lauda e sulla Lotus di Nigel Mansell.
La Renault affidò anche a Eddie Cheever il modello RE40.

### Aspetti sportivi
La gara si tenne a una sola settimana di distanza dalla Race of Champions, gara non valida per il campionato mondiale, disputata sul tracciato inglese di Brands Hatch, e vinta da Keke Rosberg. A differenza della gara britannica non si ripresentò la Spirit, casa costruttrice che, nella Race of Champions, aveva riportato in F1 la Honda come motorista, dopo una lunga assenza.
Nelle prove libere compiute sul tracciato francese nella settimana precedente la gara il tempo migliore fu fatto segnare da Andrea De Cesaris su Alfa Romeo, in 1'38"44, un secondo e mezzo meglio del tempo del secondo, Nelson Piquet.
All'Arrows Chico Serra subentrò nuovamente ad Alan Jones, che aveva disputato il GP di Long Beach e la Race of Champions. La RAM portò, per la prima volta nella stagione iridata, una seconda vettura, affidata al francese Jean-Louis Schlesser, all'esordio nel mondiale di F1, dopo aver presto parte alla Race of Champions.

## Qualifiche

### Resoconto
Nella prima giornata di prove Andrea De Cesaris fece segnare il tempo migliore, in 1'38"099. Il pilota dell'Alfa Romeo fu però escluso dalla lista dei tempi in quanto sulla sua vettura gli estintori vennero trovati scarichi. Il pilota affermò di averli utilizzati durante le qualifiche, e la stessa casa cercò di provare che si erano esauriti durante la sessione. I commissari furono però inflessibile ed esclusero il pilota romano. In testa alla classifica si ritrovò così Alain Prost, con il tempo di 1'38"35, davanti all'altro pilota della Renault Eddie Cheever e a Elio De Angelis. Il primo pilota classificato, che non disponeva di una vettura turbo, era Niki Lauda, staccato di quasi due secondi, che aveva l'ottavo tempo.
Le vetture gommate dalla Goodyear (tra cui Williams e Ferrari) erano state penalizzate dalle mescole portate dalla casa statunitense, tanto che con le mescole da tempo, ultramorbide, i piloti non riuscivano a completare nemmeno un giro.
Nella sessione del sabato nessuno fu in grado di battere Alain Prost, che abbassò il suo tempo fino a 1'36"672. Cheever si confermò in prima fila, con un tempo di ben due secondi e 308 millesimi superiore a quello del compagno di scuderia. Per Prost si trattava della ottava pole position nel mondiale di F1. Le prime undici posizioni della griglia furono occupate da vetture spinte da motori turbo. De Cesaris, che aveva ottenuto il tempo migliore del venerdì, poi cancellato dai commissari, si posizionò in quarta fila, col settimo tempo, più alto di quanto ottenuto il giorno precedente. Le Ferrari chiusero con René Arnoux quarto e Patrick Tambay undicesimo, ma nel corso delle prove la scuderia italiana aveva rotto tre motori e tre turbine.

### Risultati
Nella sessione di qualifica si è avuta questa situazione:
| Pos                     | Nº | Pilota               | Costruttore             | Tempo    | Griglia |
| ----------------------- | -- | -------------------- | ----------------------- | -------- | ------- |
| 1                       | 15 | Alain Prost          | Renault                 | 1'36"672 | 1       |
| 2                       | 16 | Eddie Cheever        | Renault                 | 1'38"980 | 2       |
| 3                       | 6  | Riccardo Patrese     | Brabham-BMW             | 1'39"104 | 3       |
| 4                       | 28 | René Arnoux          | Ferrari                 | 1'39"115 | 4       |
| 5                       | 11 | Elio De Angelis      | Lotus-Renault           | 1'39"312 | 5       |
| 6                       | 5  | Nelson Piquet        | Brabham-BMW             | 1'39"601 | 6       |
| 7                       | 22 | Andrea De Cesaris    | Alfa Romeo              | 1'39"611 | 7       |
| 8                       | 23 | Mauro Baldi          | Alfa Romeo              | 1'39"618 | 8       |
| 9                       | 35 | Derek Warwick        | Toleman-Hart            | 1'39"881 | 9       |
| 10                      | 9  | Manfred Winkelhock   | ATS-BMW                 | 1'40"233 | 10      |
| 11                      | 27 | Patrick Tambay       | Ferrari                 | 1'40"393 | 11      |
| 12                      | 8  | Niki Lauda           | McLaren-Ford Cosworth   | 1'41"065 | 12      |
| 13                      | 36 | Bruno Giacomelli     | Toleman-Hart            | 1'41"775 | 13      |
| 14                      | 7  | John Watson          | McLaren-Ford Cosworth   | 1'41"838 | 14      |
| 15                      | 3  | Michele Alboreto     | Tyrrell-Ford Cosworth   | 1'42"177 | 15      |
| 16                      | 1  | Keke Rosberg         | Williams-Ford Cosworth  | 1'42"450 | 16      |
| 17                      | 34 | Johnny Cecotto       | Theodore-Ford Cosworth  | 1'42"615 | 17      |
| 18                      | 12 | Nigel Mansell        | Lotus-Ford Cosworth     | 1'42"650 | 18      |
| 19                      | 2  | Jacques Laffite      | Williams-Ford Cosworth  | 1'42"678 | 19      |
| 20                      | 25 | Jean-Pierre Jarier   | Ligier-Ford Cosworth    | 1'42"737 | 20      |
| 21                      | 29 | Marc Surer           | Arrows-Ford Cosworth    | 1'42"962 | 21      |
| 22                      | 33 | Roberto Guerrero     | Theodore-Ford Cosworth  | 1'43"367 | 22      |
| 23                      | 31 | Corrado Fabi         | Osella-Ford Cosworth    | 1'43"411 | 23      |
| 24                      | 4  | Danny Sullivan       | Tyrrell-Ford Cosworth   | 1'43"654 | 24      |
| 25                      | 26 | Raul Boesel          | Ligier-Ford Cosworth    | 1'44"470 | 25      |
| 26                      | 30 | Chico Serra          | Arrows-Ford Cosworth    | 1'44"778 | 26      |
| Vetture non qualificate |    |                      |                         |          |         |
| NQ                      | 17 | Eliseo Salazar       | RAM March-Ford Cosworth | 1'45"073 | NQ      |
| NQ                      | 32 | Piercarlo Ghinzani   | Osella-Ford Cosworth    | 1'45"812 | NQ      |
| NQ                      | 18 | Jean-Louis Schlesser | RAM March-Ford Cosworth | 1'45"866 | NQ      |

## Gara

### Resoconto
Al via Alain Prost mantiene il comando del gran premio, seguito da Riccardo Patrese, Eddie Cheever, Nelson Piquet, le due Ferrari di René Arnoux e Patrick Tambay, poi Elio De Angelis, Derek Warwick e Keke Rosberg. Già nel corso del secondo passaggio Tambay si scambiò di posizione con Arnoux.
Patrese perse, nei primi giri due posizioni, mentre risalì in classifica Rosberg, che prima superò Warwick quindi De Angelis, dopo un bel duello e, infine, anche Arnoux. Nei giri successivi De Angelis perse diverse posizioni, finendo lontano dalla zona dei punti. Al sesto giro abbandonò Nigel Mansell per dei dolori a un piede infortunatosi prima della gara, quando i meccanici della Lotus colpirono accidentalmente il pilota spostando la vettura.
Al giro 18 Cheever cedette la seconda piazza a Piquet mentre, un giro dopo, Riccardo Patrese, abbandonò la gara. Al ventiquattresimo giro René Arnoux perse la sesta posizione, passato da Jacques Laffitte. Il ferrarista, poco dopo, entrò ai box per il cambio gomme e il rabbocco del carburante, rientrando in classifica all'ottavo posto. Al giro 25 toccò il cambio gomme anche a Cheever: alla Renault però non fissarono bene una ruota, tanto che lo statunitense perse del tempo, rientrando solo quarto, dietro a Patrick Tambay. Quinto era ancora Rosberg, sempre seguito dall'altro pilota della Williams, Laffite.
Al ventottesimo giro fu il turno del cambio delle gomme per Rosberg, che rientrò ottavo, e, un giro dopo, anche il leader Alain Prost effettuò la sosta. Passò così a condurre Nelson Piquet. Il brasiliano comandò la gara fino al giro 31, quando anche lui fu richiamato al box per il cambio degli pneumatici. Ciò permise a Prost di ritornare a condurre. Un giro prima vi era stato il ritiro, per incidente, di Mauro Baldi, senza conseguenze fisiche per il pilota dell'Alfa Romeo.
La classifica vedeva, dietro a Prost e Piquet, Eddie Cheever, Patrick Tambay, Jacques Laffite e Keke Rosberg. I due della Williams si scambiarono le posizioni quando, poco dopo, anche Laffite andò al cambio gomme.
Negli ultimi giri Cheever s'avvicinò a Piquet, ma senza essere capace di superarlo. Alain Prost vinse così per la sesta volta nel mondiale di F1.

### Risultati
I risultati del gran premio furono i seguenti:
| Pos | No | Pilota               | Costruttore             | Giri | Tempo/Ritiro       | Pos. Griglia | Punti |
| --- | -- | -------------------- | ----------------------- | ---- | ------------------ | ------------ | ----- |
| 1   | 15 | Alain Prost          | Renault                 | 54   | 1h34'13"913        | 1            | 9     |
| 2   | 5  | Nelson Piquet        | Brabham-BMW             | 54   | + 29"720           | 6            | 6     |
| 3   | 16 | Eddie Cheever        | Renault                 | 54   | + 40"232           | 2            | 4     |
| 4   | 27 | Patrick Tambay       | Ferrari                 | 54   | + 1'06"880         | 11           | 3     |
| 5   | 1  | Keke Rosberg         | Williams-Ford Cosworth  | 53   | + 1 giro           | 16           | 2     |
| 6   | 2  | Jacques Laffite      | Williams-Ford Cosworth  | 53   | + 1 giro           | 19           | 1     |
| 7   | 28 | René Arnoux          | Ferrari                 | 53   | + 1 giro           | 4            |       |
| 8   | 3  | Michele Alboreto     | Tyrrell-Ford Cosworth   | 53   | + 1 giro           | 15           |       |
| 9   | 25 | Jean-Pierre Jarier   | Ligier-Ford Cosworth    | 53   | + 1 giro           | 20           |       |
| 10  | 29 | Marc Surer           | Arrows-Ford Cosworth    | 53   | + 1 giro           | 21           |       |
| 11  | 34 | Johnny Cecotto       | Theodore-Ford Cosworth  | 52   | + 2 giri           | 17           |       |
| 12  | 22 | Andrea De Cesaris    | Alfa Romeo              | 50   | + 4 giri           | 7            |       |
| 13  | 36 | Bruno Giacomelli     | Toleman-Hart            | 49   | Cambio             | 13           |       |
| Rit | 26 | Raul Boesel          | Ligier-Ford Cosworth    | 47   | Motore             | 25           |       |
| Rit | 31 | Corrado Fabi         | Osella-Ford Cosworth    | 36   | Motore             | 23           |       |
| Rit | 9  | Manfred Winkelhock   | ATS-BMW                 | 36   | Turbo              | 10           |       |
| Rit | 8  | Niki Lauda           | McLaren-Ford Cosworth   | 29   | Cuscinetto         | 12           |       |
| Rit | 23 | Mauro Baldi          | Alfa Romeo              | 28   | Testacoda          | 8            |       |
| Rit | 30 | Chico Serra          | Arrows-Ford Cosworth    | 26   | Cambio             | 26           |       |
| Rit | 33 | Roberto Guerrero     | Theodore-Ford Cosworth  | 23   | Motore             | 22           |       |
| Rit | 4  | Danny Sullivan       | Tyrrell-Ford Cosworth   | 21   | Frizione           | 24           |       |
| Rit | 11 | Elio De Angelis      | Lotus-Ford Cosworth     | 20   | Problemi elettrici | 5            |       |
| Rit | 6  | Riccardo Patrese     | Brabham-BMW             | 19   | Perdita d'acqua    | 3            |       |
| Rit | 35 | Derek Warwick        | Toleman-Hart            | 14   | Motore             | 9            |       |
| Rit | 12 | Nigel Mansell        | Lotus-Ford Cosworth     | 6    | Problemi fisici    | 18           |       |
| Rit | 7  | John Watson          | McLaren-Ford Cosworth   | 3    | Motore             | 14           |       |
| NQ  | 17 | Eliseo Salazar       | RAM March-Ford Cosworth |      |                    |              |       |
| NQ  | 32 | Piercarlo Ghinzani   | Osella-Ford Cosworth    |      |                    |              |       |
| NQ  | 18 | Jean-Louis Schlesser | RAM March-Ford Cosworth |      |                    |              |       |

## Classifiche

### Piloti
| Pos. | Pilota          | Punti |
| ---- | --------------- | ----- |
| 1    | Nelson Piquet   | 15    |
| 2    | Niki Lauda      | 10    |
| 3    | John Watson     | 9     |
| =    | Alain Prost     | 9     |
| 5    | Jacques Laffite | 7     |
| 6    | Patrick Tambay  | 5     |
| 7    | René Arnoux     | 4     |
| =    | Eddie Cheever   | 4     |
| 9    | Marc Surer      | 3     |
| 10   | Keke Rosberg    | 2     |
| 11   | Johnny Cecotto  | 1     |

### Costruttori
| Pos. | Team                   | Punti |
| ---- | ---------------------- | ----- |
| 1    | McLaren-Ford Cosworth  | 19    |
| 2    | Brabham-BMW            | 15    |
| 3    | Renault                | 13    |
| 4    | Ferrari                | 9     |
| 5    | Williams-Ford Cosworth | 9     |
| 6    | Arrows-Ford Cosworth   | 3     |
| 7    | Theodore-Ford Cosworth | 1     |